# بریمینگن
بریمینگن (به آلمانی: Brimingen) یک شهر در آلمان است که در بیتبورگ-پروم واقع شده‌است.